# 테라다 미노리
테라다 미노리(일본어: 寺田農, 1942년 11월 7일 ~ 2024년 3월 14일)는 일본의 배우이자 성우였다.

## 생애 및 경력
테라다 미노리는 유명한 화가 테라다 마사아키의 첫째 아들로 도쿄에서 태어났다. 1961년부터 배우 활동을 시작했다.
테레다는 울트라맨 맥스(Ultraman Max)의 에일리언 메트론(Alien Metron)과 천공의 성 라퓨타의 무스카 대령을 포함하여 악당 역할로 유명했다. 그는 또한 여러 TV 드라마, 문서, 영화의 해설자이기도 했다.
테라다는 독서를 좋아했다. 그는 2024년 3월 14일 81세의 나이로 폐암으로 사망했다.

## 작품

### 영화
- 육탄
- 자토이치와 요짐보
- 엑기
- 사토미 핫켄덴
- 태풍 클럽
- 천공의 성 라퓨타
- 울트라 Q
- 환상의 빛
- D언덕의 살인사건
- 일본이외 전부침몰
- 언페어 더 무비
- 난징의 진실
- 가면라이더 × 가면라이더 W & 디케이드: MOVIE 대전 2010
- 극장판 가면라이더 W FOREVER: A to Z/운명의 가이아 메모리

### 텔레비전
- 바람과 구름과 무지개와
- 태양에 짖어라
- 도쿠가와 이에야스 (드라마)
- 독안룡 마사무네
- 울트라맨 다이나
- 아오이 도쿠가와 삼대
- HERO (드라마)
- 울트라맨 맥스
- 드래곤 사쿠라
- 가면라이더 W
- 고우~공주들의 전국~

### 더빙
- 블레이드 러너
- 캣 피플 (1982년 영화)
- 간디 (영화)